# Матюшкино (Псковская область)
Матю́шкино — деревня в Опочецком районе Псковской области России.
Входит в состав Варыгинской волости.

## География
Расположена в 19 км к северу от города Опочка на реке Исса.

## Население
| 2001 | 2002 | 2010 | 2014 | 2015 | 2016 |
| ---- | ---- | ---- | ---- | ---- | ---- |
| 164  | ↘143 | ↘136 | ↘135 | ↘131 | ↘116 |

Численность населения по состоянию на начало 2001 года составляла 164 жителя.

## История
Первые упоминания о Матюшкине как сельце относятся к XVI веку, эти земли значатся за "Захарием, за Ондреевым сыном Неклюдова".
В XVIII веке устроителями села были дворяне Бедренские. В 80-е годы XVIII века Матюшкино переходит к Иллариону Матвеевичу Голенищеву-Кутузову, генерал-поручику, отцу Михаила Илларионовича Кутузова. В 1795 году его дочь Дарья построила на свои средства новую церковь во имя Святителя Николая.
С 1995 до 2015 года деревня входила в состав ныне упразднённой Матюшкинской волости в качестве её административного центра.